# Молдавија на Европском првенству у атлетици у дворани 2019.
Молдавија је учествовала на 35. Европском првенству у дворани 2019 који се одржао у Глазгову, Шкотска, од 1. до 3. марта. Ово је дванаесто Европско првенство у дворани од 1994. године када је Молдавија први пут учествовала, пропустила је само првенство одржано 1998. Репрезентацију Молдавије представљала је једна такмичарка која се такмичила у бацању кугле.
На овом првенству представница Молдавије није освајала медаљу, нити је остварила неки резултат.

## Учесници
Жене:
- Димитријана Сурду — Бацање кугле

## Резултати

### Жене
| Атлетичарка       | Дисциплина   | Лични рекорд | Квалификације | Квалификације | Полуфинале | Полуфинале | Финале                | Финале | Детаљи |
| Атлетичарка       | Дисциплина   | Лични рекорд | Резултат      | Место         | Резултат   | Место      | Резултат              | Место  | Детаљи |
| ----------------- | ------------ | ------------ | ------------- | ------------- | ---------- | ---------- | --------------------- | ------ | ------ |
| Димитријана Сурду | Бацање кугле | 18,52 НР     | 17,65         | 9.            |            |            | Није се квалификовала | 9 / 17 |        |